# Wilcza (dopływ Kaczawy)
Wilcza (niem Wilsbach) – potok na Pogórzu Kaczawskim w Parku Krajobrazowym Chełmy, prawy dopływ Kaczawy o długości ok. 14,4 km.
Wilcza wypływa na zachód od szczytu Górzec i płynie szeroką, płytką doliną w kierunku zachodnim, przepływając przez wsie Pomocne i Kondratów. W połowie swojego biegu nurt natrafia na wyniesienie Jastrzębna (468 m n.p.m.) i zmienia kierunek na północny zachód, który utrzymuje się aż do połączenia z Kaczawą. W dolnym biegu Wilcza płynie głęboką doliną, nad którą od północy wznoszą się: Trupień (481 m n.p.m.), Łysanka (444 m n.p.m.), Diablak (391 m n.p.m.) i Czerwony Kamień (325 m n.p.m.), a od południa Jastrzębna i Gozdnica (455 m n.p.m.). Prawe (północne) zbocze doliny stanowi kuesta, gdyż warstwy skalne permskie (cechsztyńskie), dolnotriasowe (pstry piaskowiec) i górnokredowe zapadają łagodnie ku północy.